# Gerd Richter (Tischtennisspieler)
Gerd Richter (* 29. Dezember 1974) ist ein deutscher Tischtennisspieler mit aktiver Zeit seit den 1990er Jahren. Bei den Deutschen Meisterschaften 2003 gewann er Silber im Doppel, mit TTF Ochsenhausen wurde er 1997 Deutsche Mannschaftsmeister.

## Werdegang
Gerd Richter begann seine Laufbahn beim DJK Ingolstadt und wechselte nach einem Zwischenspiel beim Oberligisten ESV Ingolstadt 1990 zum Post SV Augsburg. Rasch steigerte er unter Anleitung von Helmut Grob seine Spielstärke, bei allen Deutschen Meisterschaften und Bundesranglistenturnieren der Jungen und Junioren zwischen 1988 und 1996 belegte er vordere Plätze. Gold gewann er bei folgenden Turnieren:
```
  1992  Deutsche Meisterschaft Jungen   Einzel  Doppel mit Rene Seidewitz 
  1993  Deutsche Meisterschaft Junioren         Doppel mit Rene Seidewitz 
  1994  Deutsche Meisterschaft Junioren         Doppel mit Wolfgang Heckenberger
  1995  Deutsche Meisterschaft Junioren Einzel                                  Mixed mit 
Nicole Delle

  1996  Deutsche Meisterschaft Junioren Einzel                                  Mixed mit Nicole Delle
```

```
  1988  Bundesranglistenturnier Schüler
  1992  Bundesranglistenturnier Junioren
  1993  Bundesranglistenturnier Junioren
  1994  Bundesranglistenturnier Junioren
```

Von 1994 bis 1997 war Gerd Richter beim TTF Ochsenhausen in der Bundesliga aktiv. Mit dessen Herrenmannschaft wurde er 1997 deutscher Meister. Bei der Studenten-Weltmeisterschaft 2000 in Shanghai  erreichte er im Mixed mit Tanja Riß das Halbfinale.
Mehrere Medaillen erkämpfte er bei Deutschen Meisterschaften. Sein größter Erfolg war der Einzug ins Doppel-Endspiel 2003 mit Detlef Stickel. Dazu kommen sechs weitere Bronzemedaillen, nämlich 1995 und 1996 im Doppel mit Richard Prause, 1999 im Doppel mit Markus Hildebrandt und im Mixed mit Christina Fischer,  2000 im Doppel mit Markus Hildebrandt und 2007 im Doppel mit Michael Plattner.
2005 wurde er Bayerischer Meister, ab 2007 reduzierte er seine Aktivitäten im Leistungssport.

## Privat
Gerd Richter ist verheiratet und hat zwei Kinder. Er arbeitet als Softwareentwickler. Seine Schwester Sabine ist ebenfalls aktive Tischtennisspielerin beim Post SV Augsburg.